# 村岡城
村岡城（むらおかじょう）、または高谷砦（たかやとりで）は、神奈川県藤沢市村岡東に所在する日本の城（砦）跡。現在は当時の遺構が残存しないが、旧所在地点が「村岡城址公園」として都市公園化している。二伝寺砦・御幣山城・長尾城とともに、玉縄城を守る支城であったと考えられている。

## 概要
藤沢市南東部の、鎌倉市に接する村岡東地区の丘陵上に立地する。
『新編武蔵風土記稿』では、この地を「村岡五郎良文宅跡」と紹介し、平高望（高望王）の5男で、坂東八平氏の祖と言われる平安時代中期（10世紀）の武将・平良文（村岡良文）の相模国における居館であったとする伝承を掲載している。
1333年（元弘3年）の新田義貞による鎌倉攻撃の際、義貞が拠点にしたとの伝えも残る。
『鎌倉市史』（1959年刊）や『藤沢市史』（1970年刊）では、柏尾川右岸に面した丘陵稜線上に築かれた室町時代（14世紀から16世紀）の城郭であろうとし、長尾城（長尾砦）・二伝寺砦・御幣山城（御幣山砦）とともに、玉縄城の周囲を守る目的で後北条氏により築かれた支城（砦）の1つ（高谷砦、別名・村岡城）と位置づけている。
『鎌倉市史』や『藤沢市史』が編纂された頃（1950年代から1970年代）は、村岡の丘陵地は自然のままであったため、『鎌倉市史』には赤星直忠が調査・作成した村岡城（高谷砦）の簡易な縄張図が掲載されている。それによると、北西→南東方向に主軸をとる丘陵稜線上の平坦面（五反畑と呼ばれる）を曲輪とする山城で、南方を大手（正面）とし、曲輪の周囲には堀切や土塁が存在していたという。また北方の搦手側には「おきのやと（三日月谷戸とも）」と呼ばれる谷戸が入り込み、自然の堀を形成していたという。しかし現在は住宅地として造成を受け、これらの遺構の確認は困難となっている。
現在は、赤星の縄張図で「五反畑」と呼ばれている曲輪の中心部付近だった丘陵上に「村岡城址公園」（藤沢市村岡東3丁目28）が造られ「村岡城址碑」が残されている。